# 肖蒙 (上萨瓦省)
肖蒙（法語：Chaumont，法語發音：[ʃomɔ̃] ⓘ）是法国上萨瓦省的一个市镇，属于圣于连昂热讷瓦区。

## 地理
肖蒙（46°2'6"N, 5°57'30"E）面积12.38 平方千米，位于法国奥弗涅-罗讷-阿尔卑斯大区上萨瓦省，该省份为法国东部省份，历史上为薩伏依的一部分，北与瑞士接壤，西接安省，南至萨瓦省，东与瑞士和意大利接壤。
与肖蒙接壤的市镇（或旧市镇、城区）包括：克拉拉丰-阿尔西讷、孔塔米讷萨尔赞、弗朗日、曼济耶、米谢日、萨维尼。

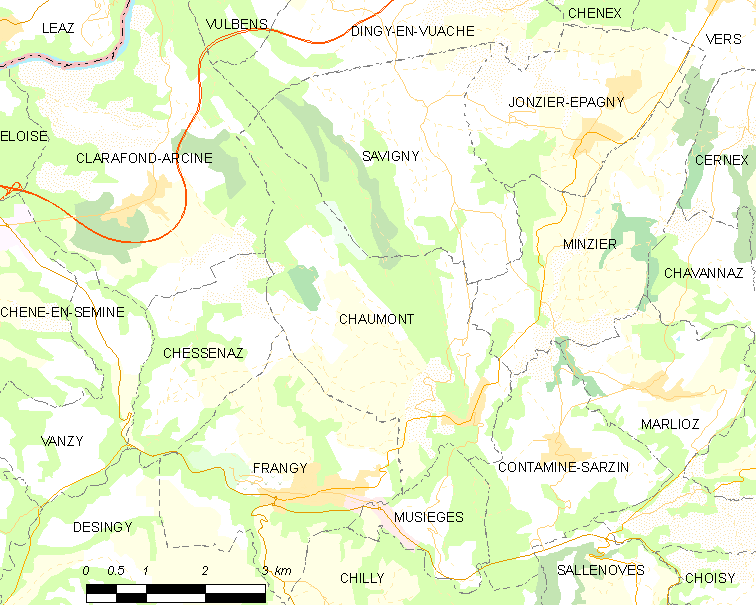
的OSM定位图

肖蒙的时区为UTC+01:00、UTC+02:00（夏令时）。

## 行政
肖蒙的邮政编码为74270，INSEE市镇编码为74065。

## 政治
肖蒙所属的省级选区为圣于连昂热讷瓦县。

## 人口

1962-2008年间人口变化图示

肖蒙于2022年1月1日时的人口数量为541人。